# Llista de monuments de Garrigàs
Llista de monuments de Garrigàs inclosos en l'Inventari del Patrimoni Arquitectònic Català per al municipi de Garrigàs (Alt Empordà). Inclou els inscrits en el Registre de Béns Culturals d'Interès Nacional (BCIN) amb la classificació de monuments històrics i els Béns Culturals d'Interès Local (BCIL) de caràcter arquitectònic.
| Monument                                                           | Protecció   | Estil/època                              | Localització                                                           | Coordenades                                          | Codi?         | Imatge |
| ------------------------------------------------------------------ | ----------- | ---------------------------------------- | ---------------------------------------------------------------------- | ---------------------------------------------------- | ------------- | --- |
| Castell d'Arenys                                                   | BCIN 881-MH | Gòtic tardà, obra popular XII, XVI       | Garrigàs Annex a l'església de Sant Sadurní, veïnat d'Arenys d'Empordà | 42° 09′ 57″ N, 2° 57′ 13″ E / 42.165835°N,2.953576°E | RI-51-0005912 | Castell d'Arenys (Garrigàs) · Vegeu més fotos d'aquest monument · Carregueu una nova foto d'aquest monument                        |
| Castell de Vilajoan                                                | BCIN 882-MH | Gòtic XIV-XV                             | Garrigàs C. de Dalt, Vilajoan                                          | 42° 09′ 53″ N, 2° 56′ 04″ E / 42.164718°N,2.934486°E | RI-51-0005913 | Castell de Vilajoan (Garrigàs) · Vegeu més fotos d'aquest monument · Carregueu una nova foto d'aquest monument                     |
| Església parroquial de Sant Miquel                                 |             | Romànic XII, XVI                         | Garrigàs Veïnat de l'Església                                          | 42° 11′ 52″ N, 2° 57′ 00″ E / 42.197714°N,2.950124°E | IPA-19718     | Església parroquial de Sant Miquel (Garrigàs) · Vegeu més fotos d'aquest monument · Carregueu una nova foto d'aquest monument      |
| Can Gironella                                                      |             | Obra popular XVII, XIX                   | Garrigàs C. Dr. Silvestre Santaló                                      | 42° 11′ 30″ N, 2° 57′ 10″ E / 42.191731°N,2.952878°E | IPA-19719     | Carregueu una nova foto d'aquest monument                                                                                          |
| Església de Sant Sadurní                                           |             | Romànic, obra popular XI, XII, XIV, XVII | Garrigàs Veïnat d'Arenys d'Empordà, a tocar el castell                 | 42° 09′ 58″ N, 2° 57′ 13″ E / 42.166036°N,2.953556°E | IPA-19721     | Església de Sant Sadurní (Garrigàs) · Vegeu més fotos d'aquest monument · Carregueu una nova foto d'aquest monument                |
| Casa Francés                                                       |             | Eclecticisme XIX Final                   | Garrigàs Veïnat d'Arenys d'Empordà                                     | 42° 09′ 53″ N, 2° 57′ 13″ E / 42.164635°N,2.953690°E | IPA-19723     | Carregueu una nova foto d'aquest monument                                                                                          |
| Mas Pagès                                                          |             | Obra popular XVIII Final                 | Garrigàs C. Sadurní Pagès, veïnat del Camí de Dalt                     | 42° 10′ 10″ N, 2° 57′ 22″ E / 42.169545°N,2.956017°E | IPA-19725     | Carregueu una nova foto d'aquest monument                                                                                          |
| Església de Santa Maria d'Ermedàs                                  |             | Romànic, barroc XI, XII, XVIII           | Garrigàs Veïnat d'Ermedàs                                              | 42° 11′ 12″ N, 2° 56′ 18″ E / 42.186536°N,2.938264°E | IPA-19727     | Església de Santa Maria d'Ermedàs (Garrigàs) · Vegeu més fotos d'aquest monument · Carregueu una nova foto d'aquest monument       |
| Can Marisc                                                         |             | Obra popular XVII, XIX Final             | Garrigàs C. Principal, 7, veïnat d'Arenys d'Empordà                    | 42° 11′ 12″ N, 2° 56′ 18″ E / 42.186721°N,2.938307°E | IPA-19728     | Carregueu una nova foto d'aquest monument                                                                                          |
| Ermita de Santa Llúcia, o Sant Esteve de Tonyà                     |             | Obra popular XVII                        | Garrigàs Ctra. de Vilamalla a Garrigàs, Tonyà                          | 42° 12′ 30″ N, 2° 58′ 36″ E / 42.208260°N,2.976640°E | IPA-19730     | Ermita de Santa Llúcia (Garrigàs) · Vegeu més fotos d'aquest monument · Carregueu una nova foto d'aquest monument                  |
| Església de Santa Magdalena de Vilajoan, o Santa Maria de Vilajoan |             | Romànic, gòtic tardà X, XII, XVII        | Garrigàs Veïnat de Vilajoan                                            | 42° 09′ 59″ N, 2° 56′ 06″ E / 42.166414°N,2.934870°E | IPA-19732     | Església de Santa Magdalena de Vilajoan (Garrigàs) · Vegeu més fotos d'aquest monument · Carregueu una nova foto d'aquest monument |
| Can Batlle                                                         |             | Obra popular XVII, XVI                   | Garrigàs Veïnat de Vilajoan                                            | 42° 09′ 58″ N, 2° 56′ 04″ E / 42.166175°N,2.934561°E | IPA-19735     | Carregueu una nova foto d'aquest monument                                                                                          |
| Elements de façana a Vilajoan                                      |             | Renaixement, obra popular XVI            | Garrigàs C. dels Afores, 4, Vilajoan                                   | 42° 09′ 54″ N, 2° 56′ 04″ E / 42.164910°N,2.934514°E | IPA-19736     | Carregueu una nova foto d'aquest monument                                                                                          |
| Elements de façana a Vilajoan II                                   |             | Obra popular XVI                         | Garrigàs C. de Dalt, 8, Vilajoan                                       | 42° 09′ 54″ N, 2° 56′ 05″ E / 42.165045°N,2.934714°E | IPA-19737     | Carregueu una nova foto d'aquest monument                                                                                          |
| Central Hidroelèctrica d'Arenys d'Empordà, la Central              |             | Obra popular XIX, XX Inici               | Garrigàs Ctra. GIV-6226, km 2                                          | 42° 09′ 37″ N, 2° 57′ 27″ E / 42.160242°N,2.957464°E | IPA-38845     | Carregueu una nova foto d'aquest monument                                                                                          |
| Llinda de Can Baldiri                                              |             | Obra popular XVIII                       | Garrigàs C. de Dalt 6                                                  | 42° 11′ 33″ N, 2° 57′ 15″ E / 42.192591°N,2.954046°E | IPA-39104     | Carregueu una nova foto d'aquest monument                                                                                          |
| Casa al carrer Doctor Silvestre Santaló, 2                         |             | Noucentisme XX Inici                     | Garrigàs C. Doctor Silvestre Santaló, 2                                | 42° 11′ 32″ N, 2° 57′ 09″ E / 42.192298°N,2.952623°E | IPA-39160     | Carregueu una nova foto d'aquest monument                                                                                          |
| La Torre de l'Estanyet, o Mas Moliner de Tonyà, Can Pelegrí        |             | Obra popular XV                          | Garrigàs Veïnat de Tonyà                                               | 42° 12′ 06″ N, 2° 58′ 27″ E / 42.201658°N,2.974062°E | IPA-39168     | La Torre de l'Estanyet (Garrigàs) · Vegeu més fotos d'aquest monument · Carregueu una nova foto d'aquest monument                  |